# Судома
Судома (лат. crampus), частіше вживається в множині як судоми у зв'язку із участю декількох м'язів, чи групи м'язових пучків — це мимовільне помірне, або навіть надмірне скорочення м'язів яке може мати безболісні (посмикування м'язів) або больові властивості, від терпимих до часто нестерпних больових відчуттів, водночас залишаючись тимчасовим та не руйнівним явищем. Можуть проявлятись під виглядом паралічу та схожої до паралічу іммобільності в ділянці вражених м'язів. Напад, здебільшого гострий, та зникає самостійно через декілька секунд, хвилин або навіть годин. Судоми можуть виникати в скелетних м'язах або гладеньких м'язах. Судоми скелетних м'язів можуть бути викликані м'язовою втомою, електролітними розладами, різким переохолодженням (падінням в холодну воду), раптовим надмірним фізичним навантаженням, тобто, найчастіше судоми провоковані. Судоми переважно розвиваються в скелетних м'язах, окрім деяких винятків, див. судоми гладеньких м'язів. 
Часто, стан судом називається різноманітними виразами в різних мовах, які в прямому перекладі означають «коняча нога», «льодяна нога», «дерев'яна нога», «мертва нога», «кінь Чарлі» (англ. Charley-horse) та ін. Інколи болісні судоми (якоїсь частини тіла) мають діалектичні назви, наприклад, «звело ногу» чи «скрутило ногу», «скрутило шию» проте цей стан слід відрізняти від вивихів, підвивихів, перерозтягнення капсул суглобів, див. диференційна діагностика. 
Судоми часто пов'язані з надмірною фізичною активністю, часто, в нетренованих людей і можуть бути нестерпними: наприклад, при різкому не звичному бігові людина зупиняється від нестерпного пекучого болю, який почався в відповідних м'язах тіла. Рідше, судоми можуть зустрітись під час неактивності, наприклад під час незначних рухів. Часто в українській мові ці стани також мають ідіоматичні назви як «невдало став ногою» чи «невдало став на ногу», проте не варто їх плутати з підвивихами, вивихами, перерозтягненням капсули суглоба, що є іншими нозологіями з відмінними симптомами.

## Патофізіологія
Скелетні м'язи працюють як антагоністичні пари. Скорочення одного скелетного м'яза вимагає розслаблення протилежного м'яза. Судоми можуть виникнути, коли м'язи не в змозі належно відпочити через те, що міозинові волокна не повністю від'єднані від актинових філаментів.
У скелетних м'язах, аденозинтрифосфат (АТФ) повинен приєднатись до міозинових головок для того, щоб останні дисоціювали від актину і настало розслаблення. Відсутність АТФ в достатній кількості, означає, що головки міозину залишаються прикріпленими до актину. Спроба розтягнути силоміць такі м'язи, призводить до мікронадривів, сильному болю, від болю виникає спазм, який, власне і запобігає подальшим рухам і розривам м'язової тканини. Для наступної роботи, м'яз повинен відновити (ресинтезувати) запаси АТФ, до того, щоб міозинові волокна могли від'єднатися і дозволити м'язу розслабитися. Власне, нетренованість (малий запас АТФ), погане кровопостачання, втома (вичерпання запасу АТФ), холодовий спазм кровоносних судин стають тригерами для судом які, при подальших рухах та болісних відчуттях, миттєво переходять в спазм. Клінічно, судоми проявляються як больові спазми, у зв'язку з тотожністю взаємопослідовних проявів, деякі фахівці їх не розрізняють, а на практиці виникає плутанина цих понять.
Дещо окремим, є альтернативний механізм розвитку судом при електролітних розладах, які можуть провокувати як судоми, так і тетанічні скорочення м'язів, у разі саме гіпокаліємії та гіпокальціємії. Це порушення виникає, якщо організм втрачає велику кількість міжклітинної рідини через випаровування. Втрата електролітів заохочує пиття додаткової рідини організмом, та вихід з міоцитів за законами осмосу наявної в клітинах рідини, що зменшує об'єм самих міоцитів. Це спричинює замикання кальцієвої помпи між саркоплазмою та саркоплазматичним ретикуломом, тоді як концентрація іонів кальцію збільшується (іони зв'язані з тропоніном), провокуючи надмірне скорочення м'язів. Зміна концентрації Ca2+ іонів через згадані етіологічні чинники відіграє ключову роль в судомах. Отож, принципово, коли підвищується рівень концентрації кальцію, м'язи скорочуються і коли рівень кальцію падає, м'язи розслабляються.

## Етіологія
Причинами судом є надмірні скорочення м'язів, гіпоксія, швидка зміна навколишньої температури (при падінні чи стрибках в холодну воду), дегідратація та порушення водно-сольового обміну (надмірне потіння). Судоми можуть бути симптомами вагітності, захворювань нирок, гіпокаліємії, гіпомагніємії, гіпокальціємії, варикозної хвороби вен, розсіяного склерозу, гіпопаратиреозу
Нічні судоми ніг можуть викликати різні препарати:
- Діуретики, в особливості калій-зберігаючі
- Венофер
- Кон'юговані естрогени
- Напроксен
- Ралоксифен
- β2-адреностимулятори (LABAs)
- Інгібітори гідроксиметилглутарил-коензим-А-редуктази (HMG-CoA інгібітори або статини)
- Цитрати (наприклад, Na цитрат)

Окрім болючості, нічні судоми можуть бути стресовим чинником, причиною страху.
Статини можуть інколи викликати міалгію, так само як і судоми. Ралоксифен (Евіста) — це лікарський препарат, серед небажаних явищ якого в настанові по застосуванні, зокрема, зазначені судоми на ногах. Додаткові чинники, які збільшують імовірність є фізичні вправи, вік, жіноча стать, судоми в анамнезі та гіпотиреоїдизм. Біля 80 % атлетів, що використовують статини, як зазначається, мають судоми серед небажаних явищ, тоді як серед середньостатистичних пацієнтів не пов'язаних з легкою атлетикою, мають судоми 10–25 %. Інколи, судоми зникають, з переходом на інші типи статинів. Коензим Q10 вважається препаратом що усуває небажані явища від статинів, проте, наразі кількість клінічних даних є сумнівною.
Ще 1965 року, дослідники спостерігали, що судоми ніг і синдром неспокійних ніг є наслідком від надлишку інсуліну, який іноді називають гіперінсулінемією.

## Особливості перебігу

### Судоми скелетних м'язів
Скелетні м'язи є контрольованими за нормальних умов, навіть під час спастичних скорочень. Спазми скелетних м'язів найчастіше зустрічаються в кінцівках — згиначах, розгиначах, відвідних та привідних м'язах. Наприклад, на задній чи передній поверхні стегна, у разі із згиначами чи розгиначами, м’язів стегна. Рідше зустрічаються в м'язах арки стопи. Близько 40 % людей, які відчували скелетні судоми, терпіли сильний біль в м'язах та були не в змозі рухати цілою кінцівкою чи шиєю до декількох днів, допоки м'язи не повернуться до відносно безболісного скорочення.
Серед судом вирізняються також нічні судоми ніг — мимовільне скороченнями м’язів, що проходить в литкових м'язах, на тильній поверхні ступні, чи інших м'язах тіла протягом ночі, рідше — під час відпочинку.
Тривалість нічних судом ніг є змінною величиною з судомами тривалістю від декількох секунд до декількох хвилин. Болісність м'язів може залишитися після того, як сама судома закінчується. Ці судоми частіше зустрічається у літніх людей. Вони трапляються досить часто у підлітків і у деяких людей під час занять в нічний час. Точна причина цих судом залишається нез'ясованою. Можливі чинники, що сприяють цьому: зневоднення, низький рівень деяких мінералів (магній, калій, кальцій і натрій), а також зниження кровотоку крізь м'язи, як наслідок тривалого сидіння або лежання. Нічні судоми ніг (а саме стопи) можуть зустрічатись під час пізніх строків вагітності.

### Судоми гладеньких м'язів
Судоми гладенької мускулатури можуть бути симптомами ендометріозу. Судоми при менструаціях можуть виявлятись як до так і після менструального циклу.

### Судоми окремих груп мя’зів
Судомні явища в окремих групах м’язів часто можуть називатись окремими термінами:
- Тризм — тонічний спазм жувальних м'язів, нозологічна одиниця застосовується лише для жувальних м'язів.
- Блефароспазм — судома кругових м'язів ока.
- Конвульсія — мимовільні судомні скорочення м’язів тіла.

## Диференційна діагностика
Судоми можуть бути схожі на цілу низку нозологій, де симптомами будуть больові відчуття в м'язах — міалгії.
- М'язовий спазм не відбувається сам собою, він є відповіддю організму на больові відчуття[15], тобто, першопричина м'язових спазмів не в самих в м'язах, що відрізняє це явище від судоми. Причому, вторинною ланкою судоми є спазм, через болісний перебіг судоми. Проте, ці поняття часто плутають та об'єднують унаслідок їх кінцевого результату — спастичного скорочення м'язу, яке, проте, настало внаслідок зовсім різних причин.
- Перерозтягнення суглобової капсули, вивихи та підвивихи, в такому разі біль буде посилюватись саме при спробах руху в суглобі, коли суглоб недужого рухають рукою, без участі асоційованих з ним м'язів.
- Кріпатура, що спричинена накопиченням молочної кислоти[16]та є відкладеним явищем, що виникає не одразу, а за деякий час після фізичного навантаження, тоді як судоми від таких навантажень виникають миттєво.
- Нервовий тик, є почергове посмикування м'язів, яке спричинено генезом саме в ЦНС, а не в м'язових пучках.
- Тетанічні скорочення, (гладкі чи зубчаті) за природою має теж генез з боку ЦНС, але симптоми схожі.
- Тетанус, або правець, інфекційна хвороба що відзначається мимовільними тетанічними судомами
- Судомне скорочення не варто плутати з (мікро)надривами м'язів, проте судоми якраз і є першопричиною мікророзривів в судомно-скороченій м'язовій тканині, що є взаємодоповненням визначення судома, та є джерелом плутанини термінології.
- Тромбування атеросклеротичними бляшками артерій кінцівок із наступним розвитком інтенсивного пекучого болю в кінцівці.
- Міотонія, рідкісне спадкове захворювання, що супроводжується тривалими тонічними спазмами м'язів.

## Лікування
Розтягування, масаж, рясне пиття рідини часто є достатнім для лікування простих видів судом. З появою судом під час фізичного навантаження внаслідок електролітного дисбалансу (втрата натрію, але не кальцію, магнію та калію) - адекватне пиття та сіль часто виправляє становище.
Вважається, що хінін є дієвим, проте, має дуже багато небажаних явищ, і має бути використаним тільки в тих випадках, коли інші заходи були не ефективні. Комплекси вітамінів групи В, нафтидрофурил, лідокаїн, та  блокатори кальцієвих каналів можуть бути корисними при м'язових спазмах. Відновлення сольового балансу, такими продуктами, як, наприклад  розсол, чи солоний огірок, може також бути придатним засобом завдяки великому вмісту солі для швидкого відновлення осмотичного тиску інтерстиціальної рідини.
Було доведено ефективність Циклобензапірена (Фероксил) для попередження м'язових судом, хоча підсумки досліджень свідчать про зниження дієвості у разі приймання препарату довше декількох тижнів., як підвищення толерантності до фізичних навантажень можуть використовуватись препарати АТФ

## Профілактика
Заходи щодо відповідного режиму роботи, розтягування, дотримування водно-сольового балансу, психічна підготовка, уникнення різких переохолоджень тіла під час фізичного навантаження, вважаються дієвими для попередження судом.